# Тирадо, Фернандо

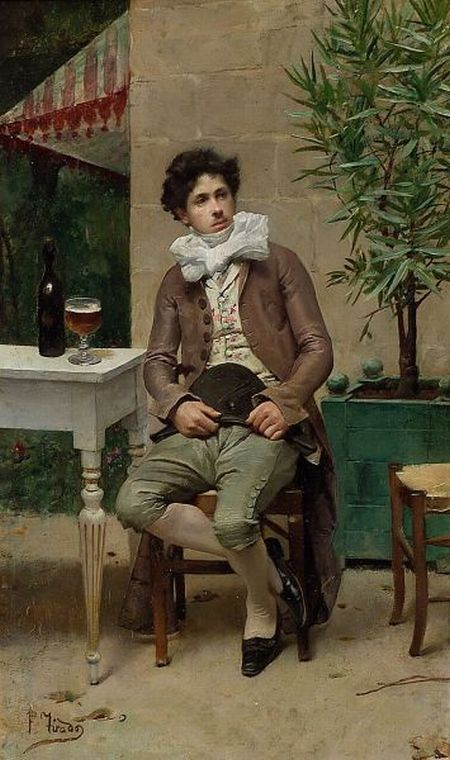
За апперитивом

Фернандо Тирадо и Кардона (исп.  Fernando Tirado y Cardona; 1862, Севилья, Испания — 1907, Севилья, Испания) — испанский художник, педагог.

## Биография
Обучался в Школе изящных искусств в Севилье (ныне Академия изящных искусств в Севилье, Real Academia de Bellas Artes de Santa Isabel de Hungría) под руководством Хосе Хименеса Аранда и Эдуардо Кано де ла Пенья. Затем стажировался в мастерской Федерико Мадрасо в Мадриде.
В 1878 году получил стипендию для продолжения обучения в Париже, где написал несколько картин исторического жанра, таких как «Причастие христиан в катакомбах» (Comunión de los cristianos en las Catacumbas).
Представитель костумбризма и ориентализма. Вернувшись в Севилью, сосредоточился на создании портретов, полотен на библейские сюжеты, картин реалистического направления, изображающих обычаи Севильи и её окрестностей. Акварелист. Через какое-то время вновь вернулся в Париж, чтобы совершенствовать своё мастерство.
В 1888 году он стал профессором рисования в Академии изящных искусств в Севилье .
Несколько его работ («Засада мавров» и «Портрет королевы Марии Кристины с ее сыном Альфонсо XIII») хранятся в Музее изящных искусств Севильи.